# Juan Sartori
Juan José Sartori Piñeyro (Montevideo, 6 de febrero de 1981) es un empresario y político uruguayo, fundador y Presidente Ejecutivo de la compañía Union Group, una firma privada de gestión de inversiones y capital privado con intereses en América Latina, que cubre los sectores agrícola, energético, forestal, de infraestructura, minerales, petróleo y gas e inmobiliario. 
Sartori, quien dirigió la empresa hasta junio de 2018, estableció Unión Group en 2007 y a mediados de 2008, formó UAG para consolidar activos agrícolas. Es un orador habitual sobre temas latinoamericanos en conferencias y medios mundiales. Es uno de los principales accionistas del equipo de fútbol inglés Sunderland Association Football Club al que adquirió junto a un consorcio de socios en 2017.

A comienzos de diciembre de 2018 presentó su precandidatura a la Presidencia de Uruguay por el Partido Nacional. En octubre de 2019 fue elegido senador de la República, con 96.000 votos convirtiéndose a los 38 años, en el senador más joven de la XLIX Legislatura.

## Biografía
Nació en Montevideo, se mudó a Europa a los doce años y vivió en países como Francia y Suiza.  Tiene una licenciatura en Economía y Negocios de la École des hautes études commerciales de Lausana e hizo un intercambio de corta duración en la Universidad de Harvard. Se desempeña actualmente como director en Union Acquisition Corp que cotiza en la Bolsa de Nueva York, en Charlottes Web Holdings que comercializa productos basados en marihuana y cotiza en la Canadian Securities Exchange, una bolsa alternativa de valores, en el club de fútbol Sunderland AFC y en varias empresas privadas afiliadas a Union Group. En 2015, se casó con la multimillonaria rusa Ekaterina Rybolovleva. Su suegro, el magnate Dmitri Rybolóvlev, es dueño del club Mónaco de Mónaco.

## Carrera empresarial
Comenzó su carrera como empresario de servicios financieros en 2002 creando Union Capital Group, un administrador de activos de múltiples estrategias con sede en Ginebra, vendiendo su control en 2008. Fundó UAG en Uruguay en el año 2006, comenzando en el negocio de arándanos, para luego expandirse al arroz, soja, harina, y ganadería. UAG representaba, a fecha del 2014, el 70% de la capitalización de mercado de la Bolsa de Valores de Montevideo. 
La empresa UAG, en 2017, mantenía una deuda de más de US$ 88,9 millones. Sin embargo, en los últimos dos años la compañía logró reducir en un 46% la deuda bancaria total. UAG se ha expandido por América Latina, invirtiendo en el rubro de la generación de energía.
En junio de 2018, la UAG finalmente tuvo que reducir su territorio debido a las deudas, y Vásquez se fue, seguido por Sartori y Costa, quienes afirmaron irse por su propia voluntad, pero en realidad fueron expulsados por los accionistas de la junta directiva.Según el medio de comunicación local Búsqueda, esto se debió a un acuerdo cuestionable orquestado por Sartori en el que aconsejó a un cliente de su propia empresa de inversión comprar acciones de una empresa arrocera y luego hizo que UAG comprara esas mismas acciones a un precio significativamente más alto. 
En Perú, Sartori compró la compañía hidroeléctrica Generación Andina, que provee el 15% de la demanda energética de dicho país. También en Perú, la empresa estudió las reservas petrolíferas en el noroeste del país, estimando que consistía en 2,02 miles de millones de barriles de petróleo. A su vez, negoció con la Compañía China de Construcción y Comunicación para realizar inversiones en proyectos de infraestructura en el continente.
Con una inversión de 115 millones de dólares, Union Acquisition Corp. I empresa de la que es propietaria Sartori, ingresó en 2018 a la bolsa de valores de Nueva York. En tanto, en octubre de 2019, Union Acquisition Corp. II, cotizó en Nasdaq Capital Market, con una inversión de 200 millones de dólares.
En cuanto al deporte, Sartori ha invertido en el fútbol inglés, comprando un 20% de las acciones del Sunderland, un club del norte de Inglaterra, fundado en 1879, que actualmente se encuentra en la segunda División.

## Política
El 11 de octubre de 2018 se anunció que iba a presentarse como precandidato a la Presidencia de la República del Uruguay por el Partido Nacional. Según el régimen electoral de ese país, para poder aspirar a la presidencia debe vencer a los otros precandidatos dentro del partido en las Elecciones internas de Uruguay de 2019. Inicialmente el anuncio fue cuestionado duramente por el Honorable Directorio del Partido Nacional, ante el cual no se había presentado ningún nuevo candidato. Sartori a su regreso a Uruguay dijo que mantendría reuniones para definir si sería o no precandidato en las elecciones de 2019. La agrupación "Todo por el Pueblo" dirigida por el político Alem García, comunicó que presentaría un precandidato a las Elecciones internas de Uruguay de 2019 y que su nombre es Juan Sartori.
Finalmente el 11 de diciembre de 2018 Sartori presentó formalmente su precandidatura a la presidencia de Uruguay en acto celebrado en el Teatro Metro de Montevideo. En esa ocasión dijo: "Yo nunca he sido un hombre de discursos, sino un hombre de trabajo y de resultados. Mi vida ha transcurrido en el mundo empresarial. Ustedes comprenderán que este mundo elaborado y que a veces parece un poco rimbombante, el mundo de la política, me resulta todavía un poco extraño. Algunos me han llamado paracaidista de la política. Déjenme decirles algo. Hay que tener coraje para realizar nuestros propios sueños. El mío es ser útil a mi país y contribuir al engrandecimiento del Uruguay. Para lograrlo, es bueno el haber aprendido que no hay premio o satisfacción sin la mediación del esfuerzo y la constancia". Además de la agrupación Todo por el Pueblo, el sector político de Sartori logró sumar otras tres agrupaciones nacionales del Partido Nacional: Esperanza Nacional (liderada por la Senadora Veronica Alonso), Avanza Uruguay (liderada por el empresario Oscar Costa) y Fuerza Nacionalista (liderada por la excandidata a Intendente de Canelones Roxana Corbran).
El 6 de mayo de 2019 Juan Sartori presentó su programa de gobierno.  "Con nosotros habrá trabajo, calles protegidas, salud para todos y educación para ser competitivos. Con nosotros habrá muchas razones para quedarse en Uruguay y soñar un futuro próspero y realizar los proyectos de vida. Crearemos 100.000 puestos de trabajo. Veo un país donde nuestros abuelos no tengan que preocuparse más por los medicamentos. Mi compromiso con los jubilados es garantizar el acceso a tratamientos especializados a través de la tarjeta Medicfarma, medicamentos en las farmacias, se acabaron los tickets, todos van a tener acceso sin costo a los medicamentos que necesitan" 

### Repercusiones políticas y mediáticas
Desde sus comienzos el precandidato - citado por muchos como "outsider" por haber llegado a la política desde el mundo empresarial- ha sido blanco de cuestionamientos. Uno de ellos fue por haber violado la veda electoral al realizar publicidad con fines políticos en radio, televisión y prensa escrita antes de los habilitado más de un mes antes del acto eleccionario.
En este sentido el precandidato dio su visión a diferentes medios de comunicación. Se preguntó "¿en qué palabra o imagen (de los spots comentados) puede apoyarse la conclusión de que hay algún llamado a la adhesión o afiliación, con el fin último de una votación para un cargo electivo?" 
Se generó, respecto a su campaña preelectoral de cara a las elecciones internas del Partido Nacional, otros cuestionamientos de parte de la ex precandidata y ahora adherente al sector de Juan Sartori, Verónica Alonso en un principio señaló: "No lo conozco, nunca lo vi, y no sé qué piensa. Bienvenidos todos los que ayuden a sumar en el Partidos, pero alguien que vive hace más de 20 años fuera del país no parece el más comprometido con los problemas de Uruguay".  Pero el 8 de abril de 2019  formalizó su apoyo a Sartori diciendo en su discurso de adhesión que “ Juan Sartori es alguien que sabe escuchar, que no usa viejas prácticas políticas. Y que al igual que yo, somos padres, que creemos en los valores de la familia. Ambos sabemos que vamos a transformar nuestro país...Quiero recuperar el Uruguay de los valores, del esfuerzo, del trabajo, quiero recuperar el Uruguay que una vez fuimos, y se que con Sartori lo vamos a lograr." 
En la primera quincena del mes de mayo de 2019 y a poco más de un mes de las elecciones internas de los partidos políticos, las encuestas lo daban trepando al segundo lugar en intención de voto dentro del Partido Nacional, superando a Jorge Larrañaga. Finalmente, las elecciones internas del 29 de junio de 2019, fue elegido como candidato por el Partido Nacional, Luis Lacalle Pou por el 46% de los votos, quedando Sartori en segundo lugar con 20% y Jorge Larrañaga con el 17% de los sufragios.

### Elecciones parlamentarias de 2019
En octubre de 2019, con más de 96 mil votos, Sartori fue elegido senador de la República para el periodo 2020-2025, obteniendo además dos diputados, Pablo Viana y Álvaro Dastuge. De esa forma, a los 38 años, Sartori se transformó en el senador más joven de la legislatura.
Como dato interesante, una inmigrante angoleña, Angelina Vunge, ingresó a la Cámara de Representantes en calidad de suplente del diputado Viana.

### Futuro político
Sartori ha analizado las candidaturas para 2024 pero adelantó que no será precandidato para su sector en las elecciones. Sin embargo, buscará mantener su banca.Posteriormente, en agosto de 2023, pareció cambiar de postura y comenzó a evaluar presentarse como precandidato en 2024 según prensa.En octubre de ese mismo año se dio a conocer un acuerdo electoral sellado entre Sartori y la vicepresidenta, Beatriz Argimón, con el objetivo de hacer crecer el ala wilsonista de cara a la competencia electoral. El pacto se mantiene en pie incluso después de que Argimón declarara apoyar la precandidatura de Álvaro Delgado en las elecciones internas.

## Controversias

### Enfrentamiento con la Junta Anticorrupción
Desde el inicio de su gestión, Juan Sartori mantuvo un enfrentamiento con la Junta de Transparencia y Ética Pública (J.U.T.E.P.), conocida como “Junta Anticorrupción”.
El Senador Juan Sartori presentó una Declaración Jurada el 15 de febrero de 2020, pero la  J.U.T.E.P. indicó que "dicha declaración se encontraba incompleta", por lo que se le solicitó presentara "una declaración Jurada Complementaria". Según la Ley uruguaya 17.060, los integrantes del Senado de Uruguay deben presentar una declaración de patrimonio. 

La segunda Declaración jurada la presentó el senador Sartori el 22 de noviembre de 2021, una declaración de activos, inmuebles, vehículo y participación en sociedades. Según la JUTEP: "el senador Juan Sartori no presentó la Declaración Jurada de su cónyuge, tal como está obligado por del artículo 12 de la Ley 17.060". 
El artículo 12 de la Ley, obliga a incluir el "último balance e indicar la participación social en aquellas empresas y sociedades nacionales o extranjeras, a las que está vinculado el funcionario y su cónyuge". 

En agosto del 2022 el senador presentó dos informes a la JUTEP contra la Ley de 1998 y anunció que presentaría un recurso ante la Suprema Corte de Justicia. La Suprema Corte de Justicia (Uruguay) (SCJ) determinó en setiembre de 2023, que es constitucional que la Junta de Transparencia y Ética Pública (JUTEP) solicite al senador Sartori la declaración jurada de bienes de su esposa la ciudadana rusa Yekaterina Rybolóvleva .

Luego de esa resolución, Juan Sartori desconoció a la JUTEP y pidió el archivo de su causa alegando una “inexistencia de responsabilidad” de su parte, ya que está casado con separación de bienes y que ya manifestó desconocer el patrimonio de su esposa.

El Parlamento de Uruguay sancionó al Senador Juan Sartori con una retención del 50% de su salario por ser declarado omiso por la Junta de Transparencia y Ética Pública (JUTEP). El descuento entrará en vigor en el salario de enero de 2024.
En 2019 se destapó que Sartori había aparecido en documentos entregados por Union Group como graduado de la Universidad de Harvard. A continuación, la Universidad de Harvard confirmó que Sartori no aparecía en su directorio de exalumnos y aclaró que ser estudiante visitante no te convierte en un graduado.
En septiembre de 2024, se informó que Sartori había sido acusado de fraude y conspiración por dos ex inversores europeos. La demanda presentada ante el Tribunal Superior del Reino Unido alega que Sartori engañó repetidamente a los inversores para que invirtieran en acciones de una empresa relacionada y representó falsamente tanto el valor como el riesgo de dicha inversión.

## Documental
El realizador Santiago Reboiras rodó un documental, Juan Sartori, detrás del fenómeno.